# Kriek

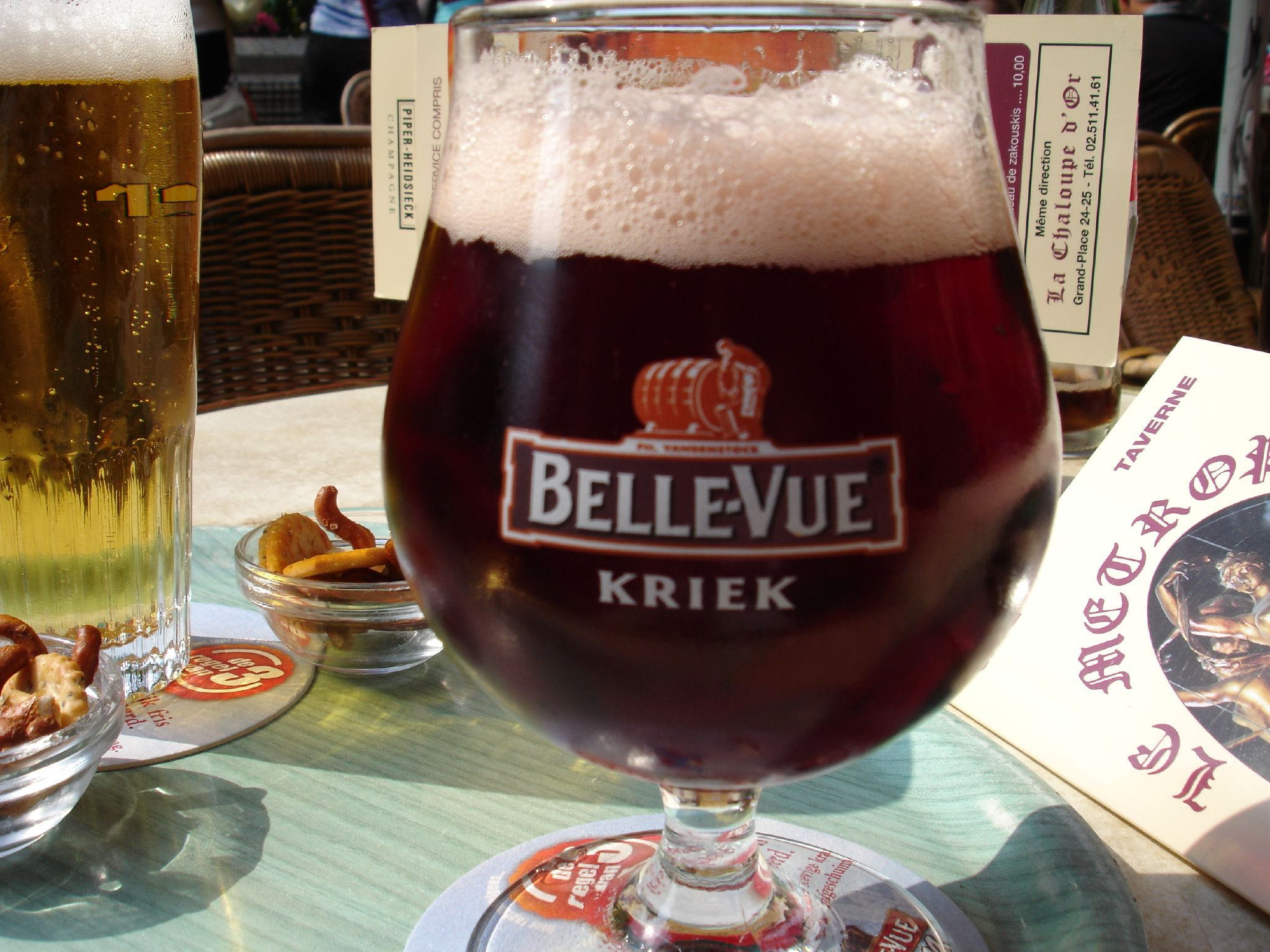
Copo de Kriek.

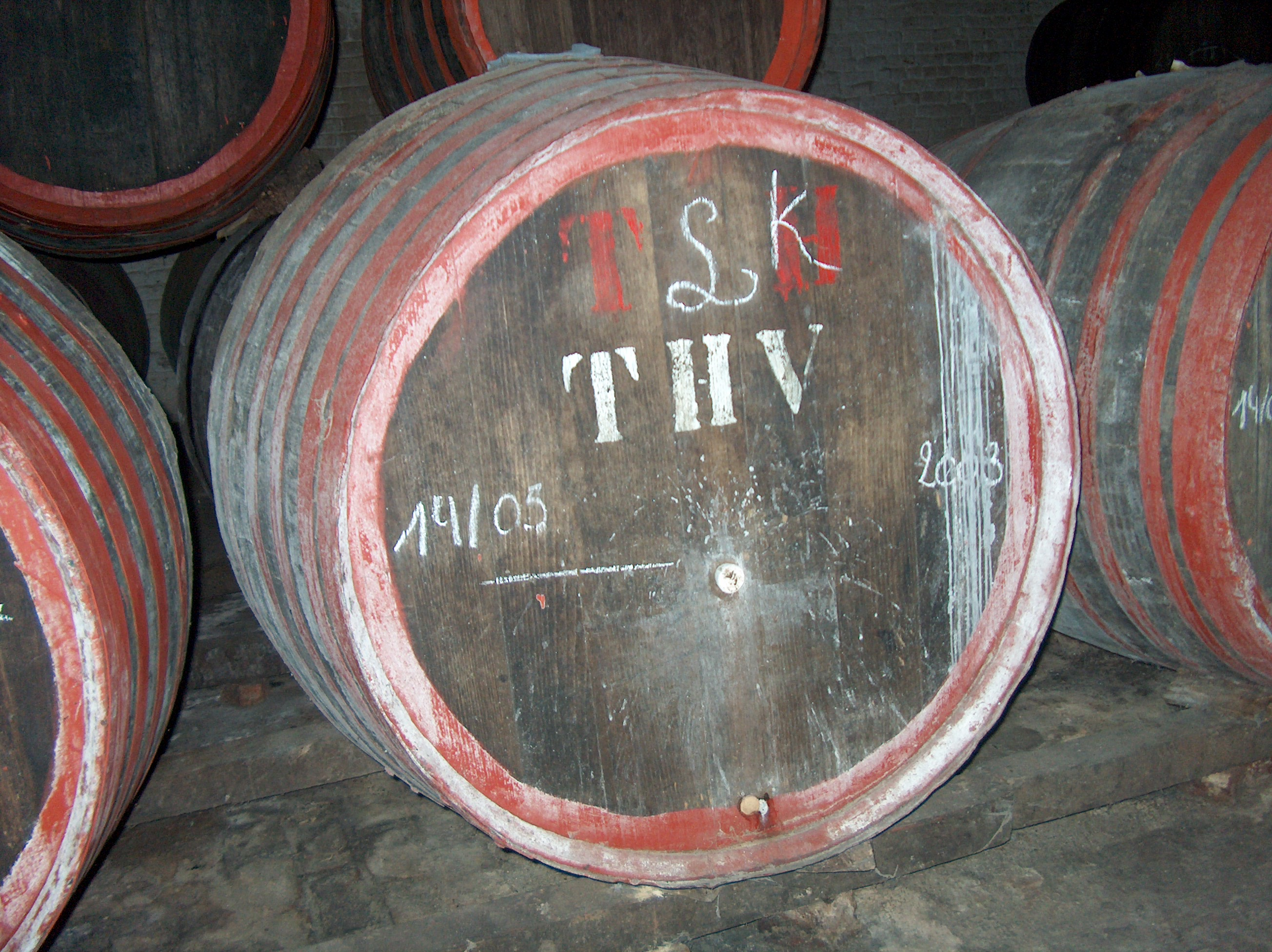
Barril de Kriek.

Kriek é uma cerveja belga, fermentada com ginja. O seu nome significa precisamente ginja, em  Neerlandês.

## Produção
Utiliza tradicionalmente uma variedade belga rara de ginja, oriunda das imediações de Bruxelas e conhecida  por Schaarbeekse krieken.  Como as ginjas do tipo Schaarbeek se tornaram difíceis de encontrar, alguns fabricantes substituíram-nas, de forma parcial ou total, por outras variedades, provenientes, por vezes, de outros países.
A kriek tradicional é feita por cervejarias de Bruxelas e dos seus arredores, usando cerveja do tipo lambic, à qual são adicionadas ginjas. Uma lambic é uma cerveja ácida e seca que se diz ser oriunda de Bruxelas. A kriek feita com este tipo de cerveja é também ácida e seca. As ginjas são deixadas na cerveja durante vários meses, o que causa a refermentação do açúcar adicional. Tipicamente, não é deixado qualquer açúcar, originando um sabor a fruta, sem ser doce. Há lugar ainda a um processo adicional de maturação, após a remoção das ginjas.
Mais recentemente, algumas cerevejarias de cerveja lambic adicionaram açúcar ao produto final das suas cervejas de fruta, para as tornarem menos intensas e mais apetecíveis para um maior número de consumidores. Usam por vezes sumo de ginja, em vez de frutos inteiros, com uma maturação muito mais curta.
A Framboise ou Frambozenbier está relacionada com a kriek, mas é uma cerveja belga menos tradicional. É fermentada com framboesas, em vez de ginja.
A kriek também está relacionada com a geuze, que não é uma cerveja de fruta, mas é também feita a partir de lambic refermentada. Algumas cervejarias, tais como a Liefmans, fazem cervejas de ginja com base em cerveja [[Oud Bruin], em vez de lambic. Tecnicamente, estas cervejas não deveriam ser designadas como kriek, apesar de algumas serem produtos de grande qualidade.

## Degustação
Segundo a tradição, a kriek é uma cerveja de Verão, que deve ser bebida num copo balão. O taxa de álcool ronda os 5%. Deve ser servida entre 5 a 6ºC.

## Marcas
As marcas de cerveja kriek mais conhecidas são:
- Belle-Vue Kriek
- Morte-Subite Kriek
- Vieux Bruxelles Kriek Lambic
- St-Louis Kriek Lambic
- Kriek Boon
- Lindemans Kriek
- Premium Kriek
- Timmermans Kriek